# Commanderie de la Sablonnière
Pour les articles homonymes, voir Sablonnière.
La commanderie de la Sablonnière était une commanderie hospitalière d'origine templière située dans le département de l'Aisne, en région Picardie, sur le finage de la commune de Montreuil-aux-Lions.

## Histoire

### Fondation
Les Templiers possèdent tout d'abord un bois nommés bois de la Sablonière (latin : nemus de sabloneriis avec une gruerie que le comtesse de Bourgogne Marguerite de Blois leur donne en 1199 pour en disposer comme bon leur semblerait.
Ce bois est ensuite défriché, occasionnant une querelle entre les frères du Temple et le village voisin de Dhuisy.

### Reprise par les Hospitaliers
Après la suppression de l'ordre du Temple lors du concile du concile de Vienne de 1312, la commanderie, comme l'ensemble de biens templiers, est transférée à l'ordre de Saint-Jean de Jérusalem. En 1357, cette commanderie sera absorbée par celle de Moisy-le-Temple, mais continue de porter le titre de commanderie.

### Destruction
La commanderie est détruite une première fois pendant les guerres du XVe siècle avant d'être rebâtie en 1462. Elle est de nouveau détruite au cours du XVIIe siècle et il ne reste plus un seul bâtiment en 1633.
De nos jours, il reste encore une ferme dans un lieu-dit appelé l'Hôpital, non loin du hameau de la Sablonnière.